# Sociedad Cuauhtémoc y Famosa
Sociedad Cuauhtémoc y Famosa, más conocida por su acrónimo SCYF, es una de las primeras instituciones privadas mexicanas dedicadas al desarrollo social de la persona.

## Orígenes
El 30 de marzo de 1918, Isaac Garza Garza junto con Luis G. Sada y Francisco G. Sada, crean la Sociedad Cooperativa de Ahorros e Inversiones, hoy Sociedad Cuauhtémoc y Famosa (SCyF), para promover el desarrollo educativo y económico de los empleados de Cervecería Cuauhtémoc y sus familias.

## Servicios
En 1925 SCyF empieza a ofrecer servicios médicos a sus colaboradores en clínicas propias y visitas a domicilio, antes de que se fundara el IMSS.
Las empresas del Grupo Monterrey a través de esta cooperativa empezaron a ofrecer prestaciones que no contemplaban las leyes mexicanas vigentes, como lo es el otorgamiento de créditos para vivienda, creando en 1957 la Colonia Cuauhtémoc, el INFONAVIT fue creado en mayo de 1972
SCyF, actualmente brinda servicios para cubrir las necesidades del desarrollo social de sus Asociados, tales como médicas, deportivas, culturales, legales, patrimoniales y de fomento al ahorro.